# Агрономічна сільська рада
Агрономічна сільська рада — сільська рада Агрономічної сільської громади у складі Вінницького району Вінницької області.

## Склад ради
Рада складалася з 22 депутатів та голови.

## Керівний склад сільської ради
Примітка: таблиця складена за даними джерела

## Історія
Рішенням Вінницького облвиконкому від 18 березня 1986 року у Вінницькому районі утворено Агрономічну сільраду з центром у с. Агрономічне, яке перейшло з Медвежо-Вушківської сільської ради.